# Euetheola subglabra
Euetheola subglabra är en skalbaggsart som beskrevs av Schaeffer 1909. Euetheola subglabra ingår i släktet Euetheola och familjen Dynastidae. Inga underarter finns listade i Catalogue of Life.